# 오나나이
《오나나이》(타갈로그어: Onanay)는 2018년 방영된 필리핀의 드라마이다.